# Contea di Harlan (Nebraska)
La contea di Harlan (in inglese Harlan County) è una contea dello Stato del Nebraska, negli Stati Uniti. La popolazione al censimento del 2000 era di 3 786 abitanti. Il capoluogo di contea è Alma.